# Cerinites
El río Cerinites (en griego, Κερυνίτης) es el nombre antiguo de un río que nacía en el monte Cerinea en Arcadia y atravesaba Acaya hasta desaguar en el golfo de Corinto, cerca de la ciudad de Cerinea. Pausanias consideraba probable que el nombre de la ciudad derivara del del río o bien de un rey del lugar.
Suele identificarse con el río que se denomina Bufusia, pero también se ha sugerido que podría ser el actual río de Kalavryta.